# Just Blaze
Джастин Смит (англ. Justin Smith; 8 января 1978, Патерсон, Нью-Джерси), более известный под псевдонимом Just Blaze, — американский продюсер. Является CEO лейбла Fort Knocks Entertainment. Работал с большим количеством исполнителей, в основном с артистами лейбла Roc-A-Fella Records.

## Биография

### Детство и юность
Джастин Смит родился 8 января 1978 года в Патерсоне, штат Нью-Джерси. Он с детства любил музыку, но не считал, что сможет сам стать продюсером уровня RZA и Q-Tip, фанатом которых он был, поэтому поступил на факультет компьютерных наук в Ратгерский университет. Первым продюсерским опытом стало создание рингтонов для телефона Motorola P900 с помощью встроенного редактора со своим языком программирования. Just Blaze настолько хорошо разобрался в нём, что научился создавать различные эффекты и имитировать звучание ударных, благодаря чему он мог создавать рингтоны на основе хип-хоп-хитов 90-х, чем смог заработать себе репутацию.
Учёба ему быстро наскучила, из-за чего у него начались проблемы с профессорами. В то же время он знакомится с людьми в музыкальной индустрии и понимает, что может делать то же, что и они. Он был приглашён на стажировку в The Cutting Room Studios — студию, на которой работали многие известные музыканты, среди которых Run-D.M.C., Джон Бон Джови, Mos Def и Талиб Квели. Вскоре менеджер ночной смены студии уволился и Just Blaze предложили заменить его. Сообщив об этом матери, которая не была против, он согласился.

### Начало карьеры
Just Blaze начал работать на студии. Во время работы ему довелось понаблюдать за Mobb Deep, Mos Def и Талибом Квели, которые работали над своими альбомами. В то же время он и сам тренировался, о чём он рассказывает в интервью журналу Complex:

В первые два года своей карьеры я всё ещё был работал на студии. Где-то с 10 утра и до 7 вечера я был Джастином Смитом, работником студии. После этого, с 7 вечера до 9 утра, я был Just Blaze, который тренировался там. Я спал один-два часа и потом возвращался на работу.
Оригинальный текст (англ.)I was still working at the studio for the first two years of my career. From like, 10 AM to 7 PM, I was Justin Smith, studio employee. After that, from 7 PM to 9 AM I was Just Blaze in-training. I would sleep for an hour or two and get right back to work.

По словам музыканта, он «никогда не был хорошим коммерсантом», поэтому вместо того, чтобы рекламировать себя в качестве музыканта, он поступил иначе: во время своих тренировок, он оставлял дверь открытой, чтобы другие могли услышать его работу. Его план сработал. Люди, проходящие мимо, заходили послушать его и позже рассказывали: «Эй, у вас там парень работает на студии. У него просто безумные биты, но никто об этом не знает». В один из дней на студии оказалась команда продюсеров и менеджеров рэпера Ma$e. Им понравилась работа Just Blaze и вскоре он подружился с одним из участников данной команды. Через некоторое время он позвонил Just Blaze и пригласил его на студию к Ma$е. Вместе они записали шесть треков, два из которых рэпер использовал в альбоме The Movement своей группы Harlem World. Альбом стал успешным, поднявшись на 11-ю строчку чарта Billboard 200. Композиция «I Really Like It», спродюсированная Just Blaze, попала в чарт Hot R&B/Hip-Hop Songs, где заняла 61-ю строчку.

## Дискография

### Спродюсированные синглы
| Год  | Сингл                                                            | Позиция в чарте | Позиция в чарте | Позиция в чарте | Позиция в чарте | Позиция в чарте | Альбом                                 |
| Год  | Сингл                                                            | US Hot 100      | US R&B          | US Rap          | CAN             | UK              | Альбом                                 |
| ---- | ---------------------------------------------------------------- | --------------- | --------------- | --------------- | --------------- | --------------- | -------------------------------------- |
| 1999 | «I Really Like It» (Harlem World совместно с Mase и Kelly Price) | —               | 61              | 31              | —               | —               | The Movement                           |
| 2001 | «Beanie (Mack Bitch)» (Beanie Sigel feat. Memphis Bleek)         | -               | 49              | 11              | -               | -               | The Reason                             |
| 2001 | «Girls, Girls, Girls» (Jay-Z)                                    | 17              | 4               | 3               | -               | 11              | The Blueprint                          |
| 2001 | «Song Cry» (Jay-Z)                                               | -               | 45              | 23              | -               | -               | The Blueprint                          |
| 2002 | «Roc the Mic» (Beanie Sigel & Freeway)                           | 55              | 16              | 6               | -               | -               | State Property                         |
| 2002 | «Oh Boy» (Cam'ron feat. Juelz Santana)                           | 4               | 1               | 1               | 24              | 19              | Come Home with Me                      |
| 2002 | «Welcome to New York City» (Cam’ron feat. Jay-Z & Juelz Santana) | -               | 55              | 21              | -               | -               | Come Home with Me                      |
| 2002 | «Hovi Baby» (Jay-Z)                                              | -               | 76              | -               | -               | -               | The Blueprint 2: The Gift & The Curse  |
| 2002 | «React» (Erick Sermon feat. Redman)                              | 36              | 12              | 8               | -               | -               | React                                  |
| 2002 | «Boy (I Need You)» (Mariah Carey feat. Cam’ron)                  | -               | 68              | -               | 29              | 17              | Charmbracelet                          |
| 2003 | «Built This City» (The Diplomats)                                | -               | 98              | -               | -               | -               | Diplomatic Immunity                    |
| 2003 | «I Really Mean It» (The Diplomats)                               | -               | 64              | -               | -               | -               | Diplomatic Immunity                    |
| 2003 | «What We Do» (Freeway feat. Jay-Z & Beanie Sigel)                | 97              | 47              | -               | -               | -               | Philadelphia Freeway                   |
| 2003 | «Flipside» (Freeway feat. Peedi Crakk)                           | 82              | 40              | -               | -               | -               | Philadelphia Freeway                   |
| 2003 | «Alright» (Freeway feat. Anthony Allen)                          | -               | -               | -               | -               | -               | Philadelphia Freeway                   |
| 2003 | «Can't Let You Go» (Fabolous feat. Lil' Mo & Mike Shorey)        | 4               | 2               | 2               | 27              | 14              | Street Dreams                          |
| 2003 | «Pump It Up» (Joe Budden)                                        | 38              | 16              | 10              | -               | -               | Joe Budden                             |
| 2003 | «Fire» (Joe Budden)                                              | -               | 48              | -               | -               | -               | Joe Budden                             |
| 2003 | «Round Here» (Memphis Bleek feat. Trick Daddy & T.I.)            | -               | 53              | -               | -               | -               | M.A.D.E.                               |
| 2004 | «Never Been in Love» (Talib Kweli)                               | -               | -               | -               | -               | -               | The Beautiful Struggle                 |
| 2004 | «Breathe» (Fabolous)                                             | 10              | 4               | 2               | 36              | 28              | Real Talk                              |
| 2005 | «Dear Summer» (Memphis Bleek feat. Jay-Z)                        | 116             | 30              | -               | -               | -               | 534                                    |
| 2005 | «Touch the Sky» (Kanye West feat. Lupe Fiasco)                   | 42              | 23              | 10              | 10              | 6               | Late Registration                      |
| 2006 | «Tell Me» (Diddy feat. Christina Aguilera)                       | 47              | 38              | 14              | 13              | 8               | Press Play                             |
| 2006 | «Show Me What You Got» (Jay-Z)                                   | 8               | 3               | 4               | 38              | 38              | Kingdom Come                           |
| 2007 | «The Second Coming» (Juelz Santana & Just Blaze)                 | 108             | -               | -               | -               | -               | Nike                                   |
| 2007 | «C'mon Baby» (Saigon feat. Swizz Beatz)                          | -               | -               | -               | -               | -               | The Greatest Story Never Told          |
| 2007 | «Makes Me Wonder» (Maroon 5)                                     | 1               | -               | -               | 6               | 2               | It Won't Be Soon Before Long           |
| 2008 | «Live Your Life» (T.I. feat. Rihanna)                            | 1               | 1               | 1               | 3               | 2               | Paper Trail                            |
| 2008 | «Exhibit A» (Jay Electronica)                                    | -               | -               | -               | -               | -               | Act II: Patents of Nobility (The Turn) |
| 2009 | «All the Above» (Maino feat. T-Pain)                             | 39              | 19              | 10              | -               | -               | If Tomorrow Comes...                   |
| 2009 | «Exhibit C» (Jay Electronica)                                    | -               | 86              | -               | -               | -               | Act II: Patents of Nobility (The Turn) |
| 2009 | «Gotta Believe It» (Saigon feat. Just Blaze)                     | -               | -               | -               | -               | -               | Cruel Summer                           |
| 2010 | «No Love» (Eminem feat. Lil Wayne)                               | 23              | 59              | 9               | 21              | 33              | Recovery                               |
| 2011 | «The Greatest Story Never Told» (Saigon)                         | -               | -               | -               | -               | -               | The Greatest Story Never Told          |
| 2011 | «I Love My Bitches» (Rick Ross)                                  | -               | 72              | -               | -               | -               | Non-album single                       |
| 2012 | «Compton» (Kendrick Lamar feat. Dr. Dre)                         | -               | 52              | -               | -               | -               | good kid, m.A.A.d city                 |